# 依氏中鋸鯻
依氏中鋸鯻（學名：Mesopristes iravi）為鱸形目鱸亞目鯻科的其中一種，分布於亞洲琉球群島、印尼、巴布亞紐幾內亞、菲律賓淡水、半鹹水域，體側具有4條深色縱紋，吻長，唇厚，上頷略長於下頷，體長可達22.3公分，成魚棲息在底中層水域，屬雜食性，成魚會保護卵並搧動魚鰭提供足夠的氧，生活習性不明。

## 擴展閱讀
維基物種上的相關：依氏中鋸鯻